# Gnetum africanum
Pour les articles homonymes, voir eru et koko.
Espèce
Synonymes
- Thoa africana (Welw.) Doweld

Statut de conservation UICN

 NT  : Quasi menacé
Gnetum africanum est une espèce de plante de la forêt tropicale du bassin du Congo, du genre Gnetum. La plante est également connue sous le nom de nkumu au Gabon, les noms d'ikok, okok ou eru dans la gastronomie camerounaise, de fumbua dans la cuisine congolaise, de koko dans la gastronomie centrafricaine ou encore afang dans la cuisine nigériane.

## Description

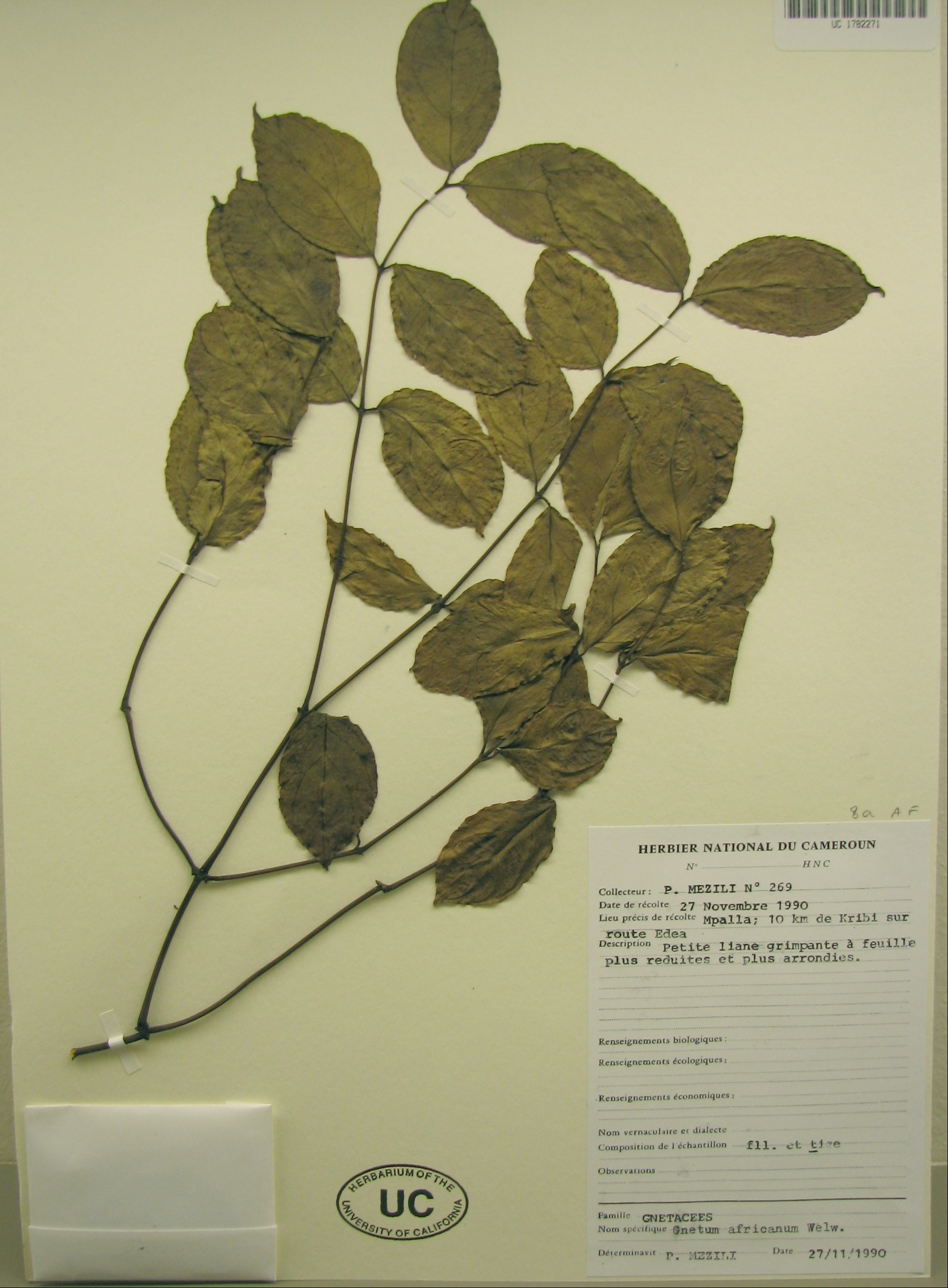
Planche d'herbier.

Il s'agit d'une plante grimpante, croissant sur les troncs d'arbre dans la forêt tropicale. Elle se trouve sous forme d'une liane dioïque. Elle se trouve de manière endémique dans le bassin du Congo.

## Culture et économie
Longtemps récolté en forêt, Gnetum africanum est cultivé depuis le début des années 2000 au Cameroun (où il est appelé « ikok »). Il est classé comme produit forestier non ligneux ou PFNL. Mais l'augmentation de la population ainsi que l'exportation vers les Camerounais habitant en Europe, ont fait craindre pour la plante, surexploitée. Ceci a poussé les autorités à encourager la plantation d'okok, ce qui a connu un certain succès.
Après les premiers essais en 2003 dans le département de Lekié, action conjointe du Centre de recherche forestière internationale, de l'Institut de recherche agricole pour le développement et de l'ONG ADIE — Association pour le développement des initiatives environnementales — on a vite pu constater que la culture devait se faire en pleine jungle, l'okok ne poussant qu'en s'appuyant sur les troncs d'arbres. Les programmes de domestication ont été poursuivis et depuis 2009, le gouvernement camerounais consacre environ 500 000 US$ à ces démarches, au travers du Projet d’appui à la promotion de la culture d'okok (PAPCO).
L'intérêt pour l'okok ne s'est pas démenti, puisqu'il s'agit du troisième PFNL en volume d'exportation annuel derrière le poisson et le bois de chauffage, avec 12 millions de dollars,. Il a pour cela fallu modifier les règles relatives au commerce de l'okok, l'existence des « lettres de voiture » et de quotas ayant constitué un frein à la commercialisation de l'okok et la source d'inégalités dans la répartition des richesses générées par ce commerce.

## Utilisation

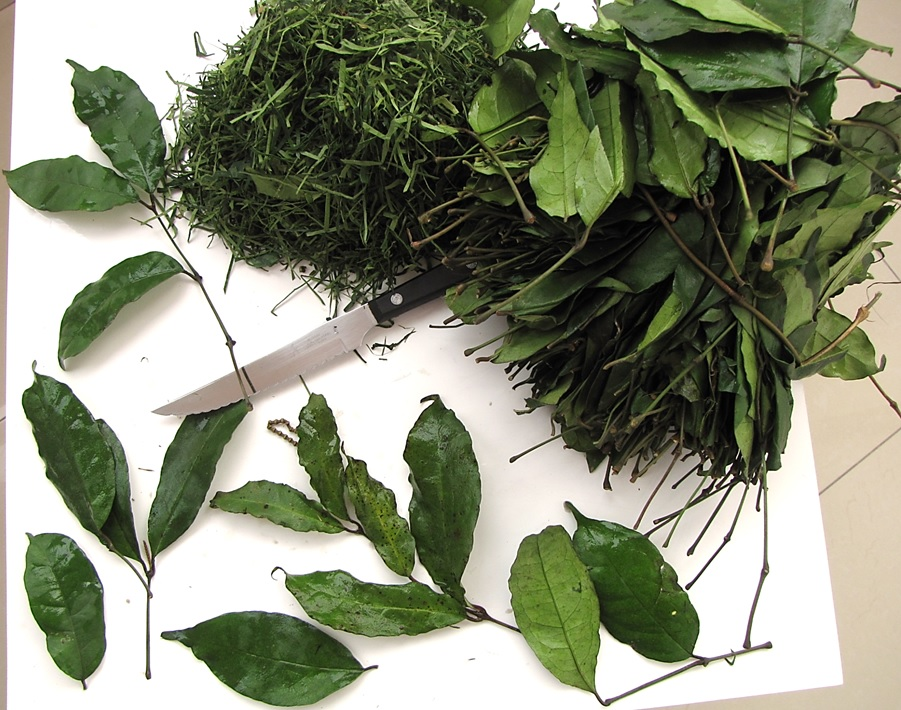
Gnetum africanum pour le mfumbwa (détail)

Dans la cuisine africaine, Gnetum bulchozium et Gnetum africanum peuvent être confondus sous leurs noms vernaculaires : « eru » et « okok » au Cameroun, « fumbua » au Congo Kinshasa et « koko » Congo Brazzaville.
Considéré comme un légume aux feuilles riches en protéines, l'ikok est présent sur de nombreux marchés camerounais, et préparé de différentes façons. De fait, il sera salé ou sucré selon l'apprêt.

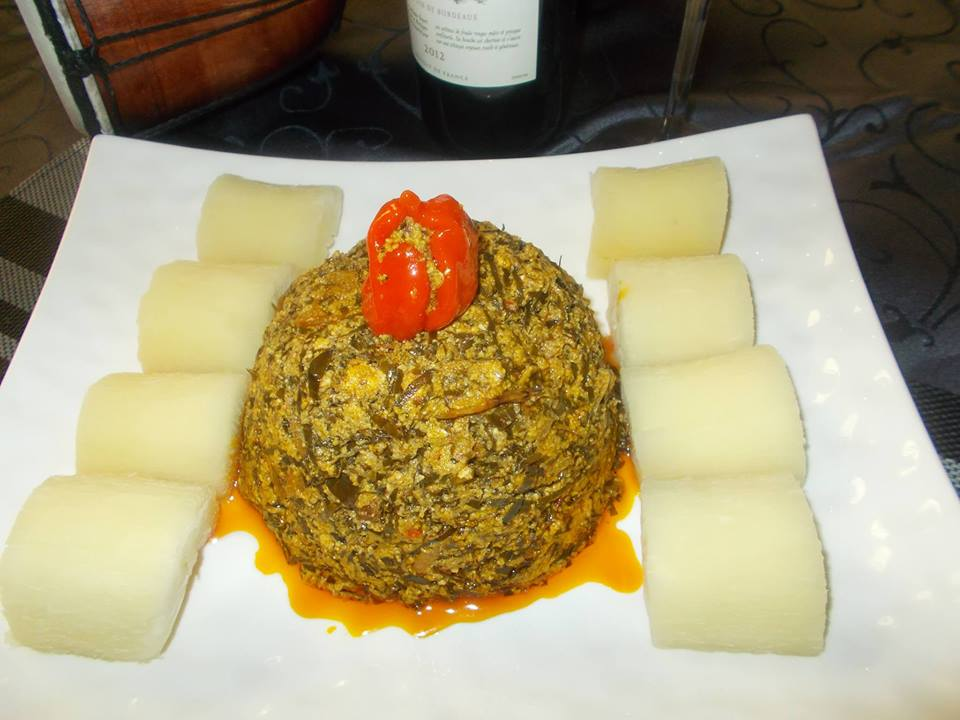
Ikok (ou okok ou nkumu) mixé et son manioc vapeur.

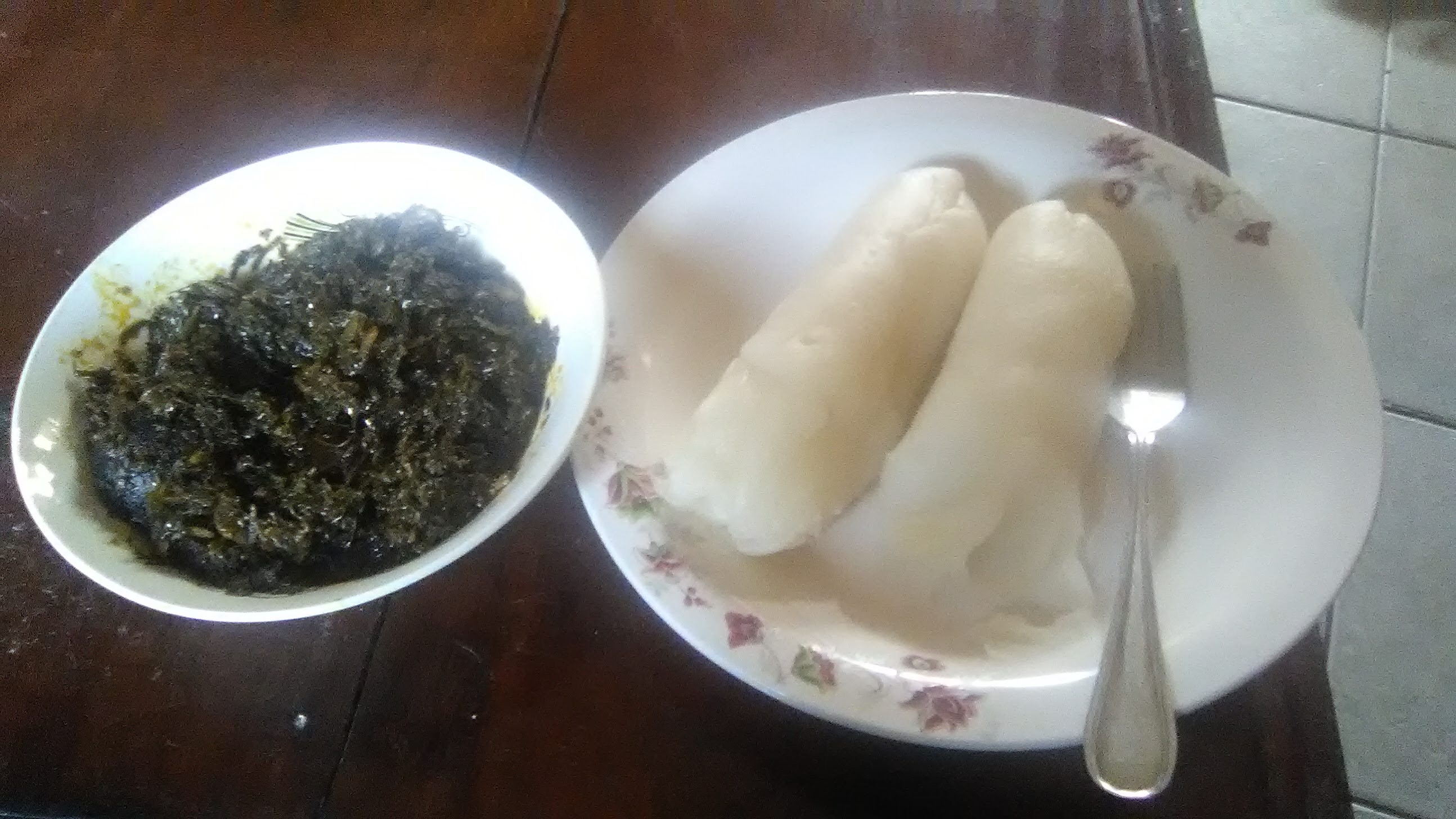
Water fufu et eru

#### Bases de référence
- (en) JSTOR Plants : Gnetum africanum  (consulté le 23 avril 2015)
- (en) Catalogue of Life : Gnetum africanum Welw. (consulté le 22 décembre 2020)
- (en) GRIN : espèce Gnetum africanum  Welw. (consulté le 23 avril 2015)
- (fr + en) ITIS : Gnetum africanum  Welw. (consulté le 23 avril 2015)
- (en) World Checklist of Selected Plant Families (WCSP) : Gnetum africanum  Welw. (1869)  (consulté le 23 avril 2015)
- (en) NCBI : Gnetum africanum (taxons inclus) (consulté le 23 avril 2015)
- (en) The Plant List : Gnetum africanum Welw.  (source : KewGarden WCSP) (consulté le 23 avril 2015)
- (en) Tree of Life Web Project : Gnetum africanum (consulté le 23 avril 2015)
- (en) Tropicos : Gnetum africanum Welw.  (+ liste sous-taxons) (consulté le 23 avril 2015)
- (en) UICN : espèce Gnetum africanum  Welw. (consulté le 23 avril 2015)
- (en) African plants - A Photo Guide : Gnetum africanum (en)